# .mil
.mil è un dominio di primo livello generico. Inizialmente riservato alle entità militari, è uno dei primi domini introdotti.
Il registro è tenuto dal Defense Information Systems Agency (DISA), un'agenzia di supporto al dipartimento della difesa degli Stati Uniti d'America. Infatti questo dominio è riservato ai siti della struttura militare statunitense.
Gli Stati Uniti sono l'unico Stato che usa un dominio di primo livello per le proprie forze armate, le altre nazioni di solito usano un dominio di secondo livello del proprio ccTLD, ad esempio il Regno Unito usa .mod.uk e l'Italia .difesa.it.